# Giovanni Cheli
Pour les articles homonymes, voir Cheli.
Giovanni Cheli, né le 4 octobre 1918 à Turin et mort à Rome le 8 février 2013, est un cardinal italien de l'Église catholique romaine, président du Conseil pontifical pour la pastorale des migrants et des personnes en déplacement de 1986 à 1998.

## Biographie

### Prêtre
Giovanni Cheli a été ordonné prêtre le 21 juin 1942 pour le diocèse d'Asti et a enseigné au séminaire diocésain.
Après avoir obtenu une licence en théologie et un doctorat en droit canon, il est entré dans la diplomatie vaticane et a été en poste au Guatemala, en Espagne et en Italie avant de travailler au service du conseil pour les affaires publiques de l'Église.

### Évêque
Après avoir été observateur permanent du Saint-Siège aux Nations unies depuis 1973, Giovanni Cheli est nommé archevêque titulaire de Santa Giusta (de) et premier nonce apostolique auprès des Nations unies le 8 septembre 1978 par l'éphémère Jean-Paul Ier. Il reçoit la consécration épiscopale le 16 septembre suivant des mains du cardinal Jean-Marie Villot, secrétaire d'État.
Le 18 septembre 1986, il est rappelé à Rome comme pro-préfet du Conseil pontifical pour la pastorale des migrants et des personnes en déplacement. Il en devient le président le 1er mars 1989 et se retire pour raison d'âge le 15 juin 1998.

### Cardinal
Giovanni Cheli est ordonné cardinal par le pape Jean-Paul II lors du consistoire du 21 février 1998, avec le titre de cardinal-diacre de Ss. Cosma e Damiano.
Ayant dépassé l'âge de 80 ans depuis 1998, il n'était plus électeur lors du conclave de 2005 qui a désigné le nouveau pape Benoît XVI.
Il est élevé à la dignité de cardinal-prêtre le 1er février 2008.